# Дражен Ладич
Дражен Ладич (хорв. Dražen Ladić; 1 січня 1963, Чаковець, Югославія) — хорватський футболіст, воротар. 
Вихованець футбольної школи «Вартекс» (Вараждин). Виступав за «Вартекс» (Вараждин), «Іскра» (Бугойно), «Динамо» (Загреб). Рекордсмен «Динамо» за кількістю проведених матчів — 762.
У складі національної збірної Югославія (1991) провів 2 матчі. У складі національної збірної Хорватії (1990—2000) провів 59 матчів; учасник чемпіонату Європи 1996 і чемпіонату світу 1998.
У 2006—2011 роках очолював молодіжну збірну Хорватії.

## Титули і досягнення
- Чемпіон Хорватії (6):

«Кроація»: 1993, 1996, 1997, 1998, 1999, 2000
- Володар Кубка Хорватії (4):

«Кроація»: 1993–94, 1995–96, 1996–97, 1997–98
- Бронзовий призер чемпіонату світу: 1998